# Star Alliance
Star Alliance je največja skupnost več letalskih družb, ki prevažajo potnike po vsem svetu. Sedež je na letališču, Frankfurt na Majni. Ko je bila 1997 ustanovljena, je štela pet letalskih družb: Air Canada, Lufthansa, Scandinavian Airlines, Thai Airways International in United Airlines. Star Alliance se je zdaj že povečala. Ima 25 različnih letalskih družb, kar je 21.100 odhodov dnevno.
| Star Alliance                             |
| Datum začetka: 14. maj 1997               |
| Polnopravni člani: 24                     |
| Čakajoči člani: 5                         |
| Ciljne države: 189                        |
| Št. potnikov na leto: 607,5 milijona      |
| Upravljanje: Jeffrey Goh                  |
| Sedež podjetja: Frankfurt am Main airport |
| Spletna stran: www.staralliance.com       |

## Zgodovina
14. maja 1997, je dan, ko se je zbralo pet velikih letalskih družb iz treh kontinentov, da začne z izvajanjem družbe Star Alliance. Na začetku so bili le Lufthansa, United Airlines, Scandinavian Airlines, Air Canada in Thai Airways. 
Marca 1999 me Star Alliance sprejela dva nova člana: Ansett Avstralija in Air New Zealand, ki sta povezovala kraje po Pacifiku in Avstraliji. Tedaj je Star Alliance služila 720 destinacijam v 110 državah. Skupno je imela 1.650 letal.
Proti koncu leta 1999 se je tudi Austrian Airlines določil, da zaprosi za članstvo v Star Alliance, skupaj z All Nippon Airways in tako postane drugi Azijski prevoznik v Star Allinace.
Singapore Airlines je postala polnopravna članica 1. aprila 2000. 1. julija sta se družbi pridružila tudi BMI (British Midland) in Mexciana Airlines. Do leta 2012 so se pridružili še Adria Airways, Aegan Airlines, Air China, Asiana Airlines, Blue 1, Brussels Airlines, Croatia Airlines, EgyptAir, Ethiopian Airlines, LOT Polish Airlines, South African Airways, Swiss International Air Lines, TAM Airlines, TAP Portugal, Turkish Airlines, United Airlines in US Airways. 
Do tega leta se je pridružilo tudi nekaj članic, ki so do leta 2012 zvezo zapustile.

## Članice Star Alliance
| Ime članice                   | Pridružila se je... | Država članice            |
| ----------------------------- | ------------------- | ------------------------- |
| Aegan Airlines                | 2010                | Grčija                    |
| Air Canada                    | 1997                | Kanada                    |
| Air China                     | 2007                | Kitajska                  |
| Air New Zealand               | 1999                | Nova Zelandija            |
| All Nippon Airways            | 1999                | Japonska                  |
| Assiana Airlines              | 2003                | Južna Koreja              |
| Austrian Airlines             | 2000                | Avstrija                  |
| Blue 1                        | 2004                | Finska                    |
| Brussels Airlines             | 2009                | Belgija                   |
| Croatia Airlines              | 2004                | Hrvaška                   |
| EgyptAir                      | 2008                | Egipt                     |
| Ethiopian Airlines            | 2011                | Etiopia                   |
| LOT Polish Airlines           | 2003                | Poljska                   |
| Lufthansa                     | 1997                | Nemčija                   |
| Scandinavian Airlines         | 1997                | Norveška, Švedska, Danska |
| Singapore Airlines            | 2000                | Singapur                  |
| South African Airways         | 2006                | Južna Afrika              |
| Swiss International Air Lines | 2006                | Švica                     |
| TAM Airlines                  | 2010                | Brazilija                 |
| TAP Portugal                  | 2005                | Portugalska               |
| Thai Airways Internetional    | 1997                | Tajska                    |
| Turkish Airlines              | 2008                | Turčija                   |
| United Airlines               | 1997                | Združene Države Amerike   |
| US Airways                    | 2004                | Združene Države Amerike   |
| Skupaj                        | 24 letalskih družb  |                           |

## Nekdanje članice
| Letalska družba      | Pristopila        | Odstopila | Država letalske družbe  |
| -------------------- | ----------------- | --------- | ----------------------- |
| Ansett Australia     | 1999              | 2001      | Avstralia               |
| BMI                  | 2000              | 2012      | Velika Britanija        |
| Continental Airlines | 2009              | 2012      | Združene Države Amerike |
| Mexicana             | 2000              | 2004      | Mehika                  |
| Shanghai Airlines    | 2007              | 2009      | Kitajska                |
| Spanair              | 2003              | 2012      | Španija                 |
| Varig                | 1997              | 2007      | Brazilija               |
| Adria Airways        | 2004              | 2019      | Slovenija               |
| Skupaj               | 8 letalskih družb |           |                         |